# Arantia accrana
Arantia accrana är en insektsart som beskrevs av Karsch 1889. Arantia accrana ingår i släktet Arantia och familjen vårtbitare. Inga underarter finns listade i Catalogue of Life.